# Podkowa

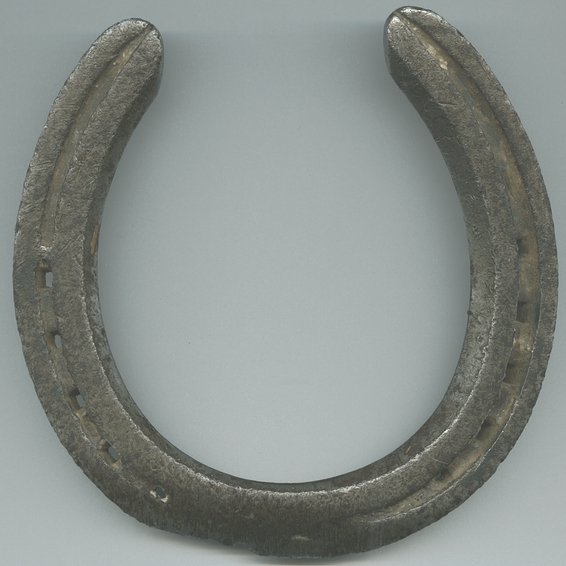
Podkowa

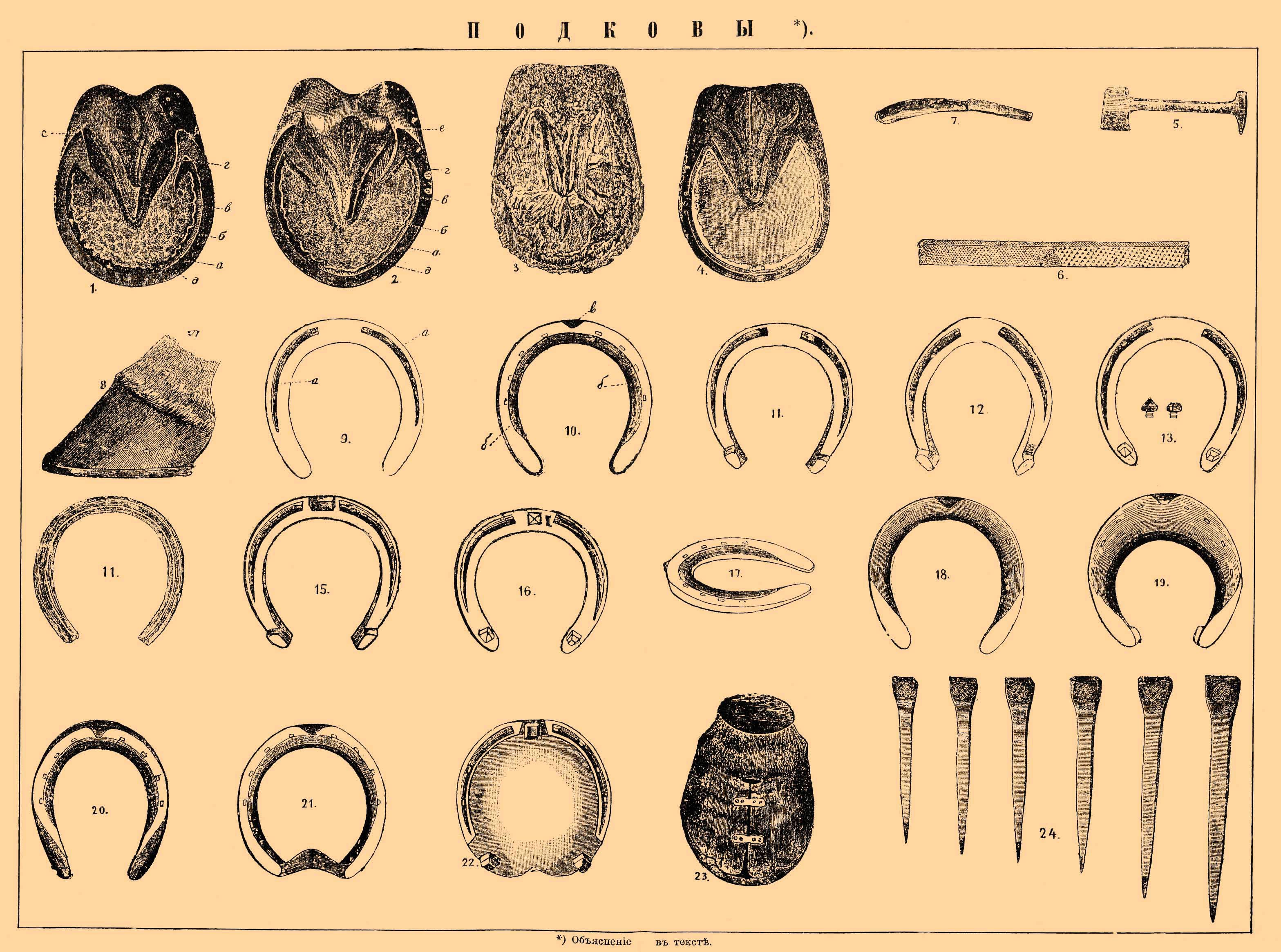
Rodzaje podków, kopyta i podkowiaki - rycina

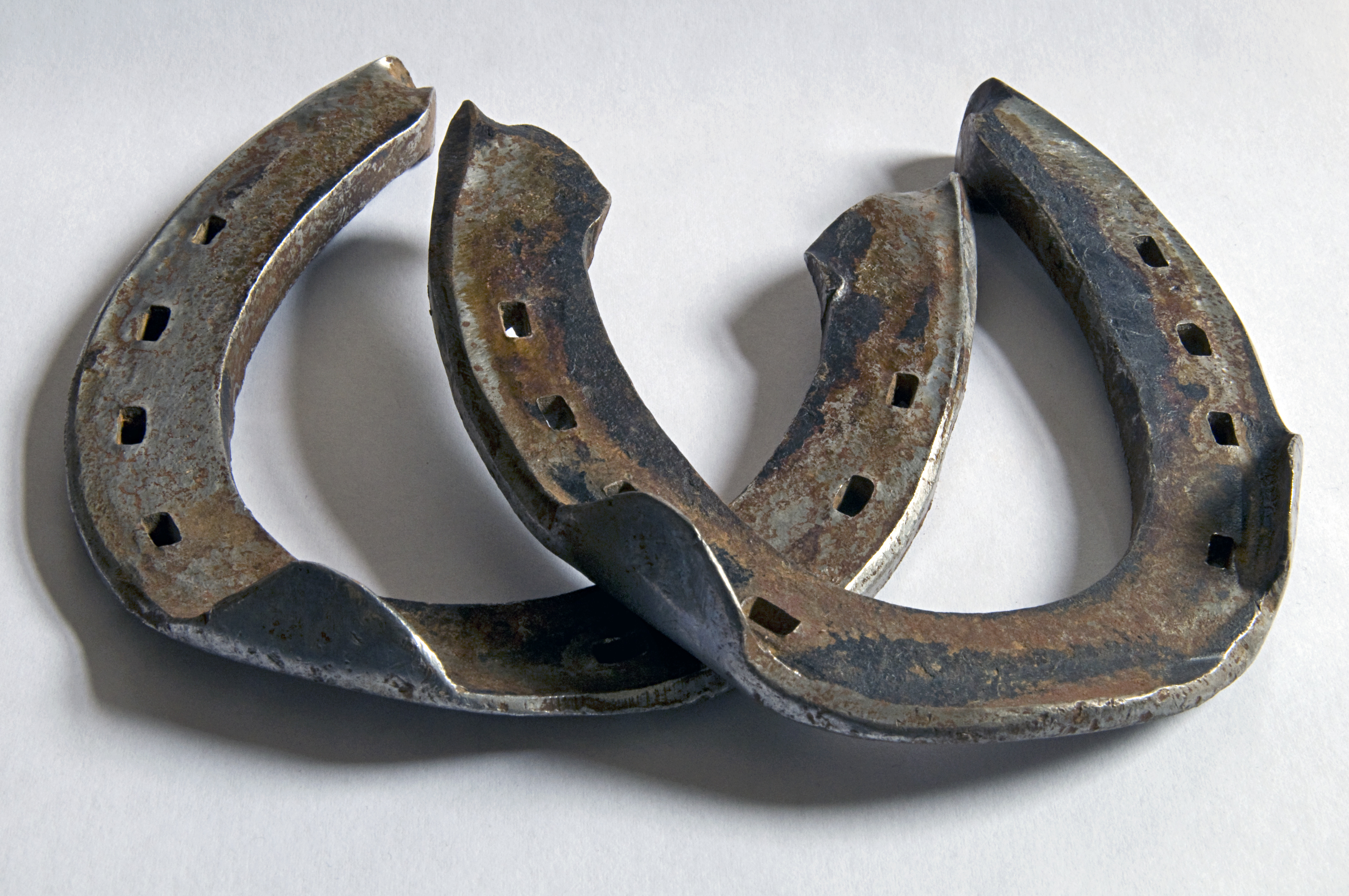
Podkowa z jednym kapturkiem i podkowa z dwoma kapturkami

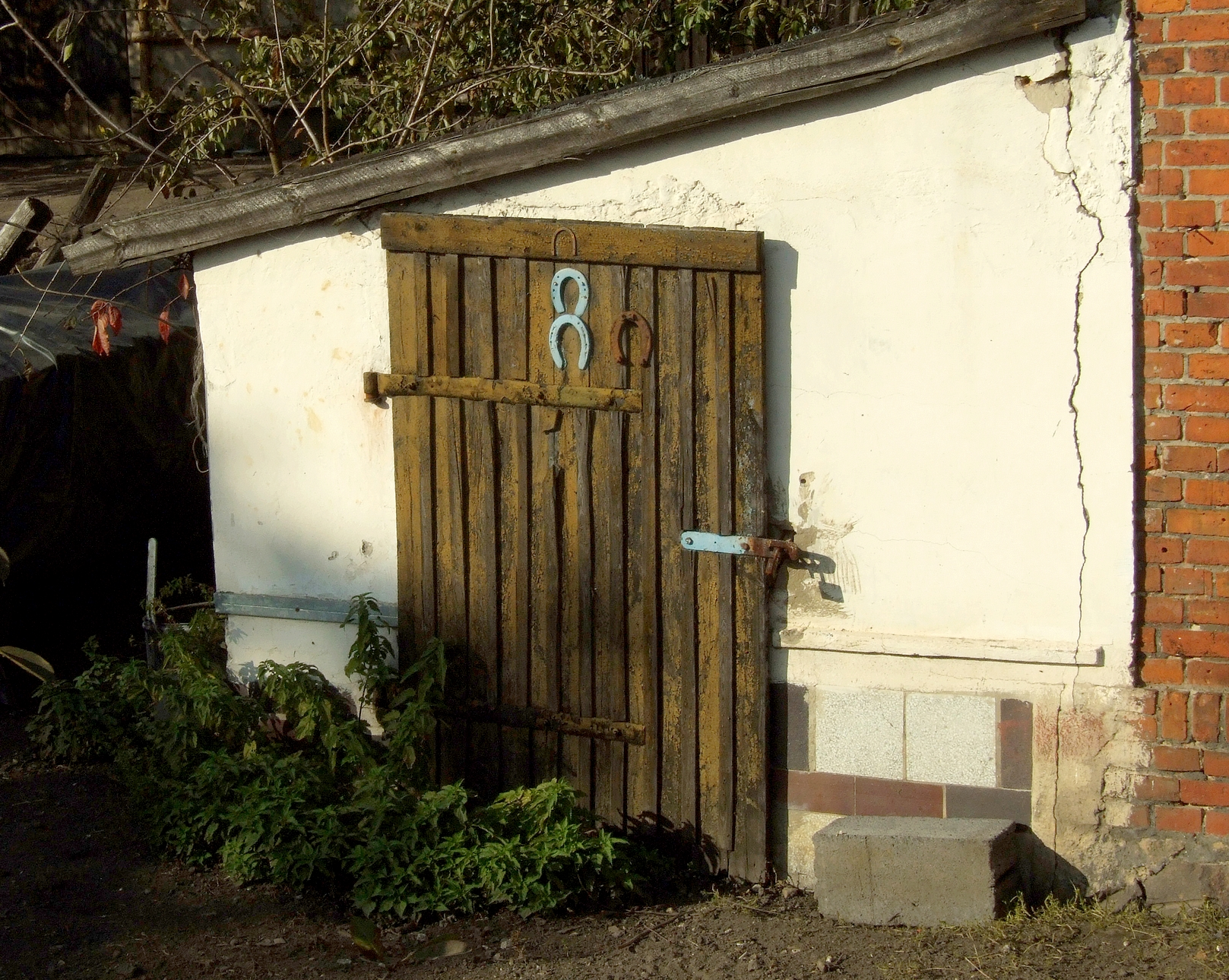
Podkowy to powszechnie spotykane symbole mające przynosić szczęście

Podkowa – metalowe wzmocnienie w kształcie litery U przybijane gwoździami (zwanymi podkowiakami lub hufnalami) do kopyt końskich w celu zapobiegania ścieraniu się kopyt. Podkowy mogą być przybite jedynie do przednich kopyt lub do wszystkich czterech.

## Historia
Od początków jeździectwa kopyta końskie przysparzały kłopotów przy użytkowaniu koni, ponieważ szybko się ścierały. Spowodowane było to koniecznością dźwigania dodatkowego ciężaru oraz poruszaniem się po podłożu nie zawsze naturalnym dla konia, wybieranym przez jeźdźca. Około 400 roku p.n.e. grecki wódz Ksenofont, szukając sposobu utwardzenia kopyt, zalecał trzymać konie w stajniach o podłodze lekko pochyłej, dla zapewnienia odpływu moczu, brukowanej kostką "na grubość kopyta". Kolejnym etapem na drodze do wynalezienia podków były stosowane przez Rzymian, jak i wiele innych ludów, specjalne sandały dla koni – skórzaną lub metalową podeszwę przywiązywano do kopyt koni. Jednak prawdziwe podkowy, przybijane gwoździami, stanowiące jedyną skuteczną ochronę przed ścieraniem wynaleziono dopiero ok. 1000 roku.

### Konsekwencje
Wraz z pojawieniem się podków, pojawił się problem: podkute kopyta nie ścierały się, a więc stale narastały (kopyta rosną ok. 1 cm na miesiąc). Gdy kopyta stawały się zbyt długie, koń zmieniał postawę, co powodowało nietypowe obciążenie stawów, m.in. pęcinowych, a w konsekwencji poruszał się z coraz większym trudem. Dlatego konieczne stało się, co około 6 tygodni, rozkucie kopyt i przywrócenie im przez ostruganie normalnej długości i wysokości oraz ponowne ich okucie (przekucie).

## Typy podków
Istnieje wiele różnych rodzajów podków, przystosowanych do rodzaju wykonywanej pracy lub korygujących nieprawidłową postawę zwierzęcia. Podkowy występują w różnych rozmiarach i mogą być także dopasowywane przez kowala do konkretnego kopyta poprzez kucie na gorąco. 

Najczęściej używane podkowy:
- Podkowy wyścigowe – są bardzo lekkie, zazwyczaj wykonane z aluminium;
- Podkowy hacelowe – posiadają specjalne otwory do wkręcania haceli;
- Podkowy przeciwpoślizgowe – mają rowki, w których "chowają się" główki podkowiaków;
- Podkowy pantoflowe (gładkie) – całkowicie gładkie od strony przyziemnej, cienkie, z niewielkim rowkiem na podkowiaki, obciążające stawy konia w małym stopniu i z tego powodu stosowane często u młodych koni;
- Podkowy ze sztyftami – podobne do hacelowych lub wyścigowych, lecz ich powierzchnia przyziemna wzmocniona jest sztyftami wolframowymi, zapobiegającymi zbyt szybkiemu ścieraniu się podków u koni pracujących na twardych nawierzchniach, zwłaszcza u koni zaprzęgowych;
- Podkowy warszawskie – dla koni pociągowych pracujących na asfalcie lub bruku, amortyzujące wstrząsy dzięki gumowej podkładce przynitowanej do poprzeczki łączącej końce ramion, stanowiącej też oparcie dla strzałki kopytowej. Przód podkowy od strony przyziemnej zaopatrzony jest w specjalne zęby lub hacele;
- Podkowy z dwoma kapturkami – stosowane na tylnych kopytach, które mają nieco inny kształt niż kopyta przednie;
- Podkowy ortopedyczne (korekcyjne) – korygujące wady postawy i niektóre wady chodu; podkowy te występują w różnorodnych kształtach.

## Zalety i wady stosowania podków
Podkowy zapobiegają ścieraniu się kopyt końskich i umożliwiają koniowi pracę na nienaturalnym dla niego podłożu. Dzięki nim, zmniejszone jest także ryzyko urazu kopyt, ponieważ osłaniają ich brzegi i podeszwę. Niektóre podkowy umożliwiają wkręcanie haceli, zapobiegających ślizganiu się konia na lodzie czy błocie, które mogłoby grozić poważnymi urazami konia i jeźdźca. Podkowy ortopedyczne stosowane są do korygowania wad postawy, leczenia urazów kopyt (np. pęknięć) czy leczenia ochwatu.
Z drugiej strony, podkowy ograniczają naturalną mechanikę kopyta, wpływając także na pracę stawów w nogach końskich. Utrzymując strzałkę ponad podłożem przenoszą obciążenia na ściany boczne kopyta, ograniczają jej funkcje polegające na naturalnej amortyzacji uderzenia kopyta o podłoże oraz zmniejszają stymulowanie przepływu krwi w kopycie. Przybijanie podkowiaków osłabia ścianę kopyta i powoduje wewnętrzne urazy kopyta. Podkowiaki odprowadzają ciepło z wnętrza do podkowy, obniżając temperaturę kopyta. Zerwanie podkowy może grozić poważniejszym uszkodzeniem puszki kopytowej.